# 拉拉古納 (聖卡洛斯區)
拉拉古納（西班牙語：La Laguna），是巴拿馬的城鎮，位於該國中東部，由西巴拿馬省的聖卡洛斯區負責管轄，面積54.1平方公里，海拔高度473米，2010年人口1,132，人口密度每平方公里20.9人。